# Centro culturale Jean-Marie Tjibaou
Il Centro culturale Jean-Marie Tjibaou a Numea è un edificio pubblico costruito tra il 1995 e il 1998, progettato dal noto architetto italiano Renzo Piano e destinato a promuovere la cultura canaca. È gestito dall'Agence de développement de la culture kanak e celebra la memoria del leader indipendentista della comunità canaca, Jean-Marie Tjibaou, morto in seguito a un attentato nel 1989.

## Il nome
Il nome del Centro è stato attribuito in onore dell'ideatore di questo progetto, Jean Marie Tjibaou, che aveva organizzato nei pressi di questo luogo il festival Mélanésia 2000. Il nome corretto del centro è Centre culturel Tjibaou, abbreviato in CCT.

## Descrizione
Il complesso architettonico è costituito da dieci capanne di diverse dimensioni, rivolte verso la baia di Numea. Tali edifici sono collegati da un percorso pedonale che si snoda attraverso dei giardini. Renzo Piano, per realizzare questa opera ha studiato attentamente la tradizione delle popolazioni locali, in modo da integrare al meglio gli edifici con l'ambiente circostante, rispettando le tradizioni locali.
Il Centro culturale è diviso in tre sezioni: la prima, quella espositiva, è dedicata alla cultura e alla storia canaca, con opere di artisti maori, papuani e neocaledoni. La seconda parte ospita gli uffici, l'auditorium e la biblioteca; infine la terza sezione ospita le attività ricreative del centro: corsi di danza e musica, pittura e scultura, oltre ad una scuola dell'infanzia. 
Le "capanne" sono realizzate con centine e listelli in legno e hanno la conformazione di un guscio traforato. La struttura curva è realizzata in doghe di legno, che al passaggio del vento emettono un fruscio simile a quello degli alberi di